# Heiligenhäuschen (Stralsbach)

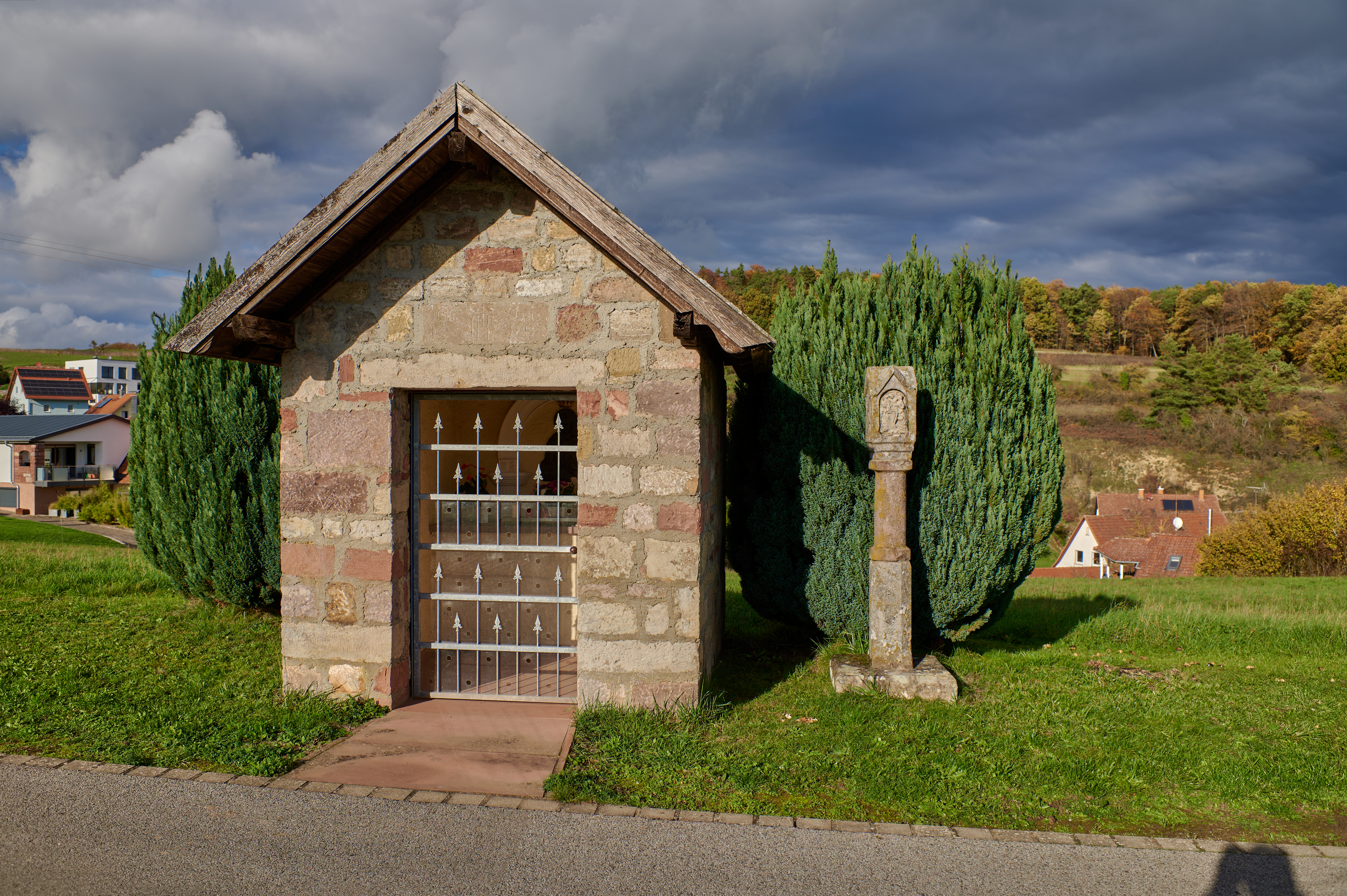
Heiligenhäuschen in Stralsbach nahe der Nähe Von-Henneberg-Straße

Das Heiligenhäuschen in Stralsbach kleine Kapelle in Stralsbach, einem Gemeindeteil des Marktes Burkardroth im unterfränkischen Landkreis Bad Kissingen nahe der Von-Henneberg-Straße oberhalb des Friedhofs. Im Jahr 1986 wurde das Häuschen nach einem Verkehrsunfall von der Straßengabelung an seinen jetzigen Standort versetzt.
Das Heiligenhäuschen gehört zu den Baudenkmälern von Burkardroth und ist unter der Nummer D-6-72-117-102 in der Bayerischen Denkmalliste registriert.

## Beschreibung
Das Heiligenhäuschen entstand im Jahr 1826 und wurde im Jahr 1947 erneuert.
Bis auf die Schauseite besteht das verputzte Heiligenhäuschen aus Bruchsteinmauerwerk. Darüber befindet sich ein mit Ziegeln bedecktes Giebeldach. Das Heiligenhäuschen hat eine Länge von 295 cm, eine Breite von 253 cm, eine Firsthöhe von 325 cm und eine Wandhöhe von 220 cm. Der Eingang hat einen Rundbogen, eine Höhe von 110 cm, eine Weite von 195 cm und Mauersichtseiten von jeweils 70 cm.
Der Altar ist einen Meter hoch, 175 cm breit und 70 cm tief. Auf dem Altar befindet sich ein Relief der Muttergottes mit Kind. Der Innenraum ist 215 cm hoch. Über dem Torbogen befindet sich ein Stein mit der Inschrift: „1826 Geb(aut) IHS (über H. Kreuz) Ern(euert) 1947“.